# Joan Loperena i Romà
Joan Loperena i Romà (Girona, 1888 - Veracruz 1957) fou un advocat i polític català, diputat a les Corts Espanyoles durant la Segona República.

## Biografia
El seu pare era un mestre navarrès establert a Girona. El 1908 s'establí a Reus amb els seus germans, milità al Foment Nacionalista Republicà de Reus, que al seu torn s'adherí a la Unió Federal Nacionalista Republicana, partit pel que fou regidor de l'ajuntament de Reus (1917-1923). El 1910 col·laborava en algunes revistes locals, com ara Foc Nou, on hi escrivien membres del Grup Modernista de Reus. El 1920 es llicencià en dret per la Universitat de Barcelona. S'especialitzà en dret laboral i durant la dictadura de Primo de Rivera exercí com a advocat. El 1921 ocupà el càrrec de primer tinent d'alcalde i l'any següent, arran de l'assassinat de l'alcalde Manuel Sardà, va ser durant uns mesos l'alcalde accidental de la ciutat. Col·laborà activament al periòdic reusenc Foment, del qual en fou director.
Després de les eleccions municipals de 1930 fou escollit novament regidor de Reus. A les interessants "Converses sobre temes d'interès local", organitzades pel Centre de Lectura va presentar una ponència on defensava la necessitat de la municipalització dels serveis bàsics: higiene, sanejament, aigua potable, desaigües, escoles, serveis mèdics preventius i d'hospitalització, la construcció d'un teatre públic, i d'un estadi, etc. El març de 1931 participà en la Conferència d'Esquerres Catalanes en nom del Foment Nacionalista Republicà de Reus. Fou diputat a Corts per Esquerra Republicana de Catalunya a les eleccions generals espanyoles de 1931. El 1931 participà en la creació dels Jurats Mixtes de Treball, tribunals precursors de la jurisdicció social, que funcionaren fins a març de 1938. El 1933 fou inhabilitat pel seu propi partit per votar a favor de la concessió de la llibertat condicional a Joan March i Ordinas. Això, però, no li va impedir participar en les converses preliminars als fets del sis d'octubre de 1934 amb la CNT en representació d'ERC. Del gener al març de 1936 dirigeix el diari Foment'.
Durant la guerra civil espanyola fou cap dels Serveis Tècnics Administratius de la Comissaria General d'Ordre Públic de la Generalitat de Catalunya i dels Jurats Mixts. En acabar el conflicte es va exiliar a Mèxic i fou membre del secretariat tècnic del Consell Nacional de Catalunya i del secretariat tripartit del pacte Galeusca el 1944. També treballà a l'editorial Grijalbo.